# Gospa (film)
Pour plus de détails, voir Fiche technique et Distribution.
Gospa est un film croate et américain réalisé par Jakov Sedlar, sorti en 1995, basé sur les apparitions mariales de Međugorje.

## Synopsis
En 1981, dans la Yougoslavie communiste. Dans le  petit village de Međugorje, en Herzégovine, six écoliers et lycéens disent que la Vierge Marie ("Notre-Dame", en croate : Gospa) leur est apparue.
Le film met l’accent sur les attaques du pouvoir communiste contre les catholiques et les Croates via les tentatives d'interdiction du pèlerinage religieux dans lequel les communistes voyaient une manifestation du nationalisme croate. L'acteur Martin Sheen tient le rôle du prêtre franciscain de la paroisse de Međugorje en place au moment des apparitions, le père Jozo Zovko (en), qui est torturé et jugé pour trahison par le gouvernement yougoslave.

## Production
En dépit des difficultés de tournage pendant la dislocation de la Yougoslavie dans les années 1990, et malgré un budget relativement restreint, ce film est la coproduction cinématographique internationale la plus importante en Croatie depuis son Indépendance et la plus onéreuse (5 millions de dollars).
Le film a également été projeté dans les salles américaines.

## Fiche technique
- Titre : Gospa
- Réalisation : Jakov Sedlar
- Scénario : Ivan Aralica, Paul Gronseth, Barry Morrow
- Production : Igor Prižmić
- Photographie : Jekoslav Vrdoljak
- Montage : John Grover
- Musique : David Stewart, Nona Hendrix
- Sociétés de production : 
  - IPI International
  - Jadran Film
  - Marian Film
  - Wayne Films
- Sociétés de distribution : 
  - Capistrano Films (2006) (USA) (all media)
  - IPI International (1995) (World-wide) (all media)
  - The Penland Company (all media)
- Lieu de tournage : Zagreb (Croatie) ; Međugorje (Bosnie-Herzégovine)
- Format : couleur - image : 2.39:1 - pellicule : 35 mm -
- Pays : Croatie, États-Unis
- Langues : anglais
- Genre : drame religieux
- Durée : 125 minutes
- Dates de sortie :
  -  Croatie : 10 avril 1995
  -  États-Unis : 13 octobre 1995

## Distribution
- Martin Sheen : le père Jozo Zovko
- Michael York : Milan Vuković
- Morgan Fairchild : sœur Fabijana Zovko
- Paul Guilfoyle : Miodrag Dobrović
- Ray Girardin : le père Zrinko Čuvalo
- Frank Finlay : Monseigneur
- Tony Zazula : le procureur Govanović
- William Hootkins : le juge Marulić
- Angelo Santiago : Vlado Palić
- Mustafa Nadarević : le major Stović
- Slavko Brankov : le gardien de la deuxième prison
- Daniela Čolić-Prizmić : la journaliste française (créditée Nela Čolić-Prizmić)
- Anica Tomić : Mirjana Dragičević